# 万家岭战役
万家岭战役又稱德安戰役，1938年於武汉会战序列中，在万家岭一带國民革命軍第九战区部队在指挥官薛岳的率领下集中优势兵力于南浔铁路以西山区战场重创日本軍第101师团與第106师团。

## 战前部署与作战计划
1938年7月26日，日军第11军（司令官冈村宁次）占领九江后，日军主力沿江西进的同时，分兵横穿鄂南进攻岳阳、切断粤汉路，对武汉进行大包围。以第9师团、第101师团、第106师团、第27师团等有力部队在赣北展开攻势，以图扩张战果，保护主力侧翼，并相机攻取南昌。
第九战区在九江失守后重新调整了作战部署，以张发奎任总司令的第2兵团担任鄂南沿江正面防守，第1兵团总司令薛岳指挥赣北方面的作战。薛岳根据对日军动向的判断作出了部署：以主力固守南浔路正面阵地，一部加强鄱阳湖湖防，机动部队部署于德安西方地区，待机出击敌之侧背。其基本精神是“北守西攻”，即在南浔铁路线上背南面北，采取固守，以牵制日军，保卫南昌；对沿瑞（昌） 武（宁）路、瑞（昌）通（山）路西进的日军，背东面西，采取攻势，协同沿江方面作战，并相机歼灭敌人。

### 中国军队
中国方面为第九战区代司令长官兼第1兵团总司令薛岳指挥
- 第一集團軍总司令龙云/卢汉
  - 第六十军：未及参战。军长卢汉/安恩溥
  - 第五十八军：未及参战。军长孙渡
  - 国民革命军新编第三军军长张冲
- 第九集團軍 总司令吴奇伟
  - 第六十四军
  - 國民革命軍第四軍欧震
  - 國民革命軍第六十六軍叶肇
  - 第七十军 李觉
  - 第二十五军 王敬久
  - 第二十九军 陈安宝
  - 國民革命軍第七十四軍：军长俞济时（第36军团军团长兼）
    - 第51师 师长王耀武
    - 第58师 师长冯圣法

  - 第八军 李玉堂
- 第十集團軍
  - 第三十二军
  - 第十八军
- 第一八七师，第九十一师，第六十师、第十九师，新编第十三师，预备第六师，新编第十五师1个旅

共10万余人。前敌总指挥为第九集团军司令吴奇伟。

### 日本编列
日本方面为第106师团下辖步兵第111旅团（步兵第113聯隊、步兵第147聯隊）和第136旅团（步兵第123聯隊、步兵第145聯隊），以及骑兵、炮兵、工兵、辎重各一个联队。
师团长松浦淳六郎中将 
- 留守部队 
  - 马回岭留守部队 
    - 步兵第147聯隊第3大队（欠第10中队）687人
    - 步兵第147联队第2机枪中队第1小队39人
    - 骑兵第106大队（欠第1中队第1小队第3分队）427人
    - 第106师团第2野战病院247人
    - 野战病院患者388人
    - 第106师团卫生队本部及担架第2中队447人
    - 师团通信队一部31人
    - 工兵第106聯隊本部及第1中队（欠第2小队）243人
    - 合计：2509人

- - 九江留守部队 
    - 野砲兵第106聯隊主力（欠第1、2中队）1504人
    - 第106师团第4野战病院242人
    - 野战病院患者（包括军、派遣军直属野战病院收容第106师团患者)933人
    - 第106师团卫生队车辆中队288人
    - 合计：2967人

- - 正在九江马回岭前进中的部队
    - 第6兵站辎重兵中队631人
    - 第6防疫给水部320人
    - 合计：951人

留守部队总计：6427人
- 迂回攻击部队（不包括现地入院的患者1321人，包括随队的轻伤员约500人） 
  - 第1梯队 
    - 步兵第136旅团司令部48人
    - 步兵第123聯隊2135人
    - 步兵第145聯隊1853人
    - 山砲兵第52聯隊（欠第3大队）1191人
    - 迫击炮第1大队第3中队265人
    - 第106师团卫生队担架第3中队156人
    - 师团通信队一部83人
    - 工兵第106聯隊第2中队及器材小队226人
    - 輜重兵第106聯隊第3中队（欠第2分队）309人
    - 第106师团第1野战病院（患者人数不明）236人
    - 第1兵站辎重兵中队586人
    - 合计：7088人

- - 第2梯队 
    - 第106师团司令部302人
    - 步兵第111旅团司令部32人
    - 步兵第147聯隊（欠第3大队主力及1个机枪小队）1759人
    - 野砲兵第106聯隊第1、2中队258人
    - 工兵第106联队第1中队第1小队36人
    - 师团通信队主力120人
    - 輜重兵第106聯隊主力1522人
    - 第106师团第3野战病院（患者人数不明）250人
    - 第106师团卫生队担架第1中队187人
    - 野电第38中队118人
    - 无线电第58小队37人
    - 合计：4621人

- - 第3梯队
    - 步兵第113聯隊（欠第3大队）955人
- 合计：955人

迂回攻击部队总计：12664人 
第106师团9月25日现员（包括现地入院的患者1321人）19091人
開戰當天已增至28200餘人

## 过程
1938年7月，日军波田支队沿长江西进，8月10日在瑞昌东北的港口登岸，向瑞昌进攻。当西进日军波田支队进攻瑞昌同时，7月下旬至8月初，日军第106师团从九江沿南浔铁路（南昌-九江）两侧向德安方向推进，在沙河镇一带与薛岳部第八军及第六十四军进行了7天7夜的反复争夺，遭受重创，参与进攻的伤亡过半，冈村宁次不得不下令第106师团暂时停止进攻，在沙河镇附近休整。8月20日，日军第101师团从湖口縣横渡鄱阳湖增援。8月21日，突破第二十五军王敬久部防线，攻占星子，协同第106师团企图攻占德安，夺取南昌，以保障西进日军第9师团的南侧安全。8月24日，日军第9师团攻陷瑞昌，并由瑞昌向西南推进。为配合第9师团作战，第106师团又开始发起进攻。8月27日零时起，在空军及炮兵的火力支援下，日军第106师团向第七十军、第六十四军及第四军正面阵地展开猛攻，9月4日占领马回岭，因伤亡过大，又被迫停止进攻，在马回岭地区进行休整，并补充兵源，为了加强该部的战斗力，冈村宁次还将从杭州地区调来的第11军第22师团的山炮兵第52联队配属给第106师团。第一兵团总司令薛岳以第四軍欧震、第六十六軍叶肇、第七十四军俞济时、第二十九军团李汉魂等部协同第二十五军王敬久在德安以北的隘口（今星子县温泉镇）、马回岭地区与之激战，双方成胶着状态。
9月3日南浔战役期间，第六十六军第160师副师长宋士台部在牛毛尖、钵盂山、庐山一线重创日军，击毙日军第101师团下轄之第101步兵聯隊聯隊長饭冢国五郎等500多人，缴获轻重武器。
6月20日，第106師團定員人數為23,440人，經歷過長期激烈戰鬥的大量消耗之後，即便曾經接收補充人員1,818人，到了9月30日萬家嶺戰役前夕第106師團定員依舊僅存15,889人，可見在萬家嶺戰役前第106師團就已有9,369人從定員中除名，這9,369名第106師團定員除名者很有可能絕大多數是因為戰死與傷重後送回國而被除名（輕傷現地住院與傷病康復歸隊者應不包括在內）。
9月25日，日军第106师团率第123联队、第145联队、第147联队和第101师团第149联队从马回岭以北的黄老岩车站出发，孤军深入，26日进至小阳铺（今岷山乡小阳村）、山脚下陈（今吴山镇红桥村陈山脚下），再经今杨柳村、柏树村，在太平隘（今爱民乡柏树村和邹桥乡付山村之间）兵分两路：左纵队为主力部队第136旅团、第123联队，右纵队为第145联队，平行南下。其中左纵队沿河南下，经尖山村的王家畈、熊家畈，10月5日进至德安西面万家岭地区以西的雷鸣鼓刘（今磨溪乡南田村委会驻地刘鞔鼓自然村）并与右纵队会合。日军第106师团奉冈村宁次命令，意图从庐山附近万家岭一带穿插突破國軍陣線，被吳奇偉偵察隊发现。
蒋介石同意调遣部队支援薛岳。决薛岳从德星路、南浔路、瑞武路三个方面抽调第六十六军、第七十四军、第187师、第139师1个旅、第91师、新编第13师、新编第15师的1个旅、第142师、第60师、预备第6师、第19师，会同负责正面阻击第106师团的第四军，四面包围，全力出击。第四军部58师向已占领万家岭、哔叽街一带的日军连续攻击。日军在飞机掩护下拼死反击，双方伤亡均重。直到4日，双方在小金山、万家岭、张古山、箭炉苏（现为曙光村的箭楼苏家自然村）一带连续激战，阵地几度易手。薛岳调遣的各部队陆续靠拢，对第106师团已形成合围之势。身在九江的冈村宁次从空军侦察中发现第106师团陷入围困态势，命令第106师团向北转进，向第27师团靠拢，同时命令第27师团1个旅團警戒106师团右翼，企图把第106师团接出重围，但在万家岭西面白水街（今车桥镇白水村）地区被第十集团军第三十二军商震等部顽强阻击。
日军第106师团师团长松浦淳六郎中将接到冈村命令开始行动。指挥第四軍余汉谋、第六十六軍叶肇、第七十四军俞济时等部从侧后迂回，将其包围。10月5、6日两日，第七十四军等部在长岭、背溪街、张古山、狮子岩等处与第106师团激战。10月6日，薛岳认为歼灭当面日军的时机已到，下达了对第106师团总攻击的命令。10月6日下午总攻击开始，第六十六军第195师及160师向石堡山攻击前进。第七十四军第51师向日军占据的长岭北端和日军第127联队的鬼塚大队驻守的张古山北山（雷鸣鼓刘以南的德安与永修的县界）阵地发起夜袭，第305团经过手榴弹开路和白刃格斗占领张古山主阵地。拂晓后日军拼力反扑夺回阵地。10月7日，国军（5个军）对被围的日军第101和第106师团发起总攻，激战三昼夜，多次击退日军反扑。激战至10月9日，在中国军队的打击下，日军第106师团损失惨重，特别是日军基层军官伤亡惨重。蒋介石命令薛岳务必在10月9日24时前全歼该敌，结束战斗，给“双十节”献礼。9日15时薛岳命令各部队选拔勇壮士兵200至500人组成奋勇队突击箭炉苏、万家岭、田步苏（现称田铺苏）、雷鸣鼓刘、杨家山等地全线攻击。各部队经一夜血战，至10日晨第六十六军收复万家岭、田步苏，第四军收复大金山西南高地和箭炉苏以东高地，第91师收复杨家山东北无名村，第142师收复杨家山北端高地。
第七十四军进攻血战张古山，据国军《第三十六军团南浔线战斗详报》之《万家岭附近之战斗（九月三十日至十月十二日）》（中国第二历史档案馆档案8203号案卷）载：10月5日，日军从第三十二军第139师手中夺取长岭、张古山一线阵地。10月7日，第51师进攻张古山，于8日拂晓前攻占，但8日天刚刚亮，因58师守北制高点之将士全数殉职，故虽经派队增援，但由于敌籍飞机之掩护继续进犯，激战数小时张古山重陷敌手。10月9日晚20时，第51师组织奋勇队再次进攻张古山，21时与敌开始交战，激战至23时收复张古山、长岭，但几小时后的10日清晨，再次失守被日军夺回。第51师奋勇队第二次攻占张古山后，由于守敌“顽抗不退，且以预备队由村后来袭”，奋勇队官兵虽经数度苦战，终因“深入敌阵众寡悬殊反被敌包围”，于10日凌晨全数作壮烈牺牲，无一人生还，张古山再陷敌手。
1938年10月9日第51师师长王耀武致第七十四军军长俞济时转蒋介石的作战电报中，没有提張靈甫的名字，电文指出张古山之战中第305团团长唐生海受重伤，随后第305团团附、代理团长于清祥壮烈殉国。参战的51师，第305团团长唐生海，第306团团长常孝德、第301团团长张汉铎、第302团团长林秀峰皆重伤，阵亡了第305团代理团长于清祥。阵亡营长王之干以下107名军官。参战的58师伤亡营长以上8人。后在1938年12月20日俞济时致电蒋介石，推荐了一批战功卓越的优秀将领可以晋升到更重要指挥岗位，包括第51师师长李天霞、第51师旅长周志道、第58师旅长廖龄奇、第51师团长张汉铎、第58师团长陈东夫和李嵩，但没有张灵甫。
10月10日由於遭到孤立及缺乏補給，日軍第106師團（由於有部分兵力駐守九江，實際參戰人數約1萬3千人）以及前來援救的第101師團、第27師團，在武漢會戰中投入的青木、池田、木島、津田四個聯隊，在包圍圈内被全歼，106師團最後在空中火力的支援下僅約1500殘兵（一个不满编联队）突圍成功。
11日，第106师团残部退守雷鸣鼓刘、石马坑刘、桶汉傅、松树熊等不到5平方公里的地区内固守待援。冈村宁次严令各部不惜代价，增援万家岭。鉴于基本歼灭106师团的主要目的已经达到，而各部队伤亡均极惨重，薛岳命令各部撤出战斗，全军退守永丰桥、郭背山、柘林一线。10月12日，薛岳电禀武汉的国民政府军事委员会、蒋介石：“此次敌迂回作战之企图虽遭挫败，但我集中围攻，未将敌悉数歼灭，至为痛惜......对我有利时机已过，各部苦战，伤亡过重，战力无几”。
战后国军打扫战场，擄獲旅團旗，但是師團旗未尋見。此役中國方面史稱「萬家嶺大捷」。第四軍、第三十二軍、第六十六軍協同第七十四軍在左右兩翼突破日軍第106師團防線，乘勝追擊，收復九江以南全部失地，阻滯日軍南進，時稱為「德安大捷」。:376
根據日軍第106師團在10月20日提出的人馬現員表，至20日當天第106師團定員從9月30日的15,889人下降至12,890人，配屬部隊則從9月30日的3,148人下降至10月20日的2,806人，總計定員下降了3,341人，而第106師團的2,700名補充人員則在萬家嶺戰役前的九月下旬抵達九江，並與第106野砲兵聯隊一同於10月2日出發，並於10月7日抵達箬溪準備追及師團主力，第106師團在萬家嶺戰役結束後的10月20日至31日期間接收此批人數為2,700名的補充人員，然10月31日第106師團的人馬現員表卻顯示該師團人數為12,425人，不但沒有增加反而比10月20日下降了465人，代表10月20日至31日該師團又有大約3,100-3,200多人從定員中除名，如考慮這段期間第106師團的騎兵大隊約435人配屬第101師團而從該師團人馬現員表定員除名與參與此戰役之配屬部隊的定員除名人數，估計第106師團與配屬部隊大約有6,500-6,600人在萬家嶺戰役因陣亡、被俘、傷重後送回國與補給斷絕而餓病死而自定員除名（輕傷現地住院與傷病康復歸隊者應不包括在內）。以此可以看出，第106師團在本次戰役遭遇毀滅性打擊，國軍稱於此役幾乎全殲該師團並無誇大之處。
武汉会战后，第106师团长松浦淳六郎报告称该师团武汉会战中战死3321人，战伤（住院程度）4085人。该师团在38年6月至39年6月一年时间里，该师团战殁总共4921人。然依照該師團之資料，1938年6月20日，第106師團定員人數為23,440人，經歷過長期激烈戰鬥的大量消耗之後，即便曾經接收補充人員1,818人，到了9月30日萬家嶺戰役前夕第106師團定員依舊僅存15,889人，可見在萬家嶺戰役前第106師團就已有9,369人從定員中除名，這9,369名第106師團定員除名者很有可能絕大多數是因為戰死與傷重後送回國而被除名（輕傷現地住院與傷病康復歸隊者應不包括在內）。再加上萬家嶺戰役的死傷人數，第106師團實際作戰傷亡人數肯定遠高於師團長松浦淳六郎的报告。
戰後，西元2000年，日本戰史承認，第101師團、第106師團、第27師團，第9師團，4個師團遭受重創，及其轄屬旅團、聯隊、大、中、小、支隊，確為傷亡慘重、損失極大。神社中，祭拜戰死人數，呈現幾何倍數增加，在當時，確實是不敢承認，是為穩定社會、安定民眾信心。

### 日軍使用化學武器
日軍在此役用飞机投放芥子毒气彈，污染了万家岭的水源和植被，造成當地居民中毒。日本學者則對日軍是否使用了化學武器持懷疑態度。

### 引用
1. 1 2  JACAR(アジア歴史資料センター)Ref.C04120513300、支受大日記（密）其４４　７３冊の内　昭和１３年自８月２４日至８月２７日(防衛省防衛研究所)
2. 1 2  JACAR(アジア歴史資料センター)Ref.C04120527800、支受大日記（密）其４５　７３冊の内　昭和１３年自８月２９日至８月３１日(防衛省防衛研究所)
3. 1 2  JACAR(アジア歴史資料センター)Ref.C04120750500、陸支受大日記（密）第８号　２／２　昭和１４年(防衛省防衛研究所)
4. ↑  王成斌等主編 (编). . 北京: 解放軍出版社. 1998年. ISBN 750651494X.
5. ↑  JACAR(アジア歴史資料センター)Ref.C04120750500、陸支受大日記（密）第８号　２／２　昭和１４年(防衛省防衛研究所)
6. ↑  日本防衛廳防衛研修所戰史室編撰;黃朝茂譯，《日軍對華作戰既要叢書2 華中華南作戰及對華戰略之轉變 初期陸軍作戰(2) 》，臺北市 : 國防部史政編譯局,民76，p274-276。
7. ↑  「人馬現員表提出の件」JACAR（アジア歴史資料センター）Ref.C04120750300、陸支受大日記（密）第８号　２／２　昭和１４年（防衛省防衛研究所）
8. ↑  . 中国新闻网. 2014年9月5日  [2015年1月21日]. （原始内容存档于2015年1月21日）.
9. ↑  Stephen R. MacKinnon. . University of California Press. 2008-05-21: 129. ISBN 978-0-520-93460-3.